# Might and Magic
 (avril 2025).
Si vous disposez d'ouvrages ou d'articles de référence ou si vous connaissez des sites web de qualité traitant du thème abordé ici, merci de compléter l'article en donnant les références utiles à sa vérifiabilité et en les liant à la section « Notes et références ».
Might and Magic est une série de jeux de rôle sur ordinateur, créée par Jon Van Caneghem et originellement développée par New World Computing entre 1986 et 2002. Dans l'intervalle et après 2002, la série a donné lieu à de nombreuses adaptations sur différents supports ainsi qu'à des séries dérivées dans d'autres genres, réalisées par divers studios et publiées par divers éditeurs. La publication de jeux de rôle a repris en 2014 avec la sortie d'un dixième épisode, Might and Magic X: Legacy, développé par Limbic Entertainment et édité par Ubisoft.

## Historique
La version originale pour Apple II du premier épisode, Might and Magic: The Secret of the Inner Sanctum, a été entièrement réalisée par Jon Van Caneghem durant les trois années précédant sa sortie. N'ayant pas trouvé d'éditeur, l'auteur distribua d'abord les copies du jeu par ses propres moyens. Il en vendit ainsi 5 000 copies jusqu'à ce qu'Activision décide d'éditer et assurer la distribution de ce premier Might and Magic.
En raison de son succès, le jeu est sorti sur d'autres plates-formes populaires à l'époque. Huit suites directes à ce premier jeu de rôle ont été réalisées durant les quinze années suivantes, les cinq premiers étant des jeux en 2D, au tour par tour et en déplacement case par case, et les quatre suivants, des univers en 3D et en temps réel. On compte également un hors-série fait par des fans, Swords of Xeen, ainsi que de nombreux jeux dérivés dans d'autres genres — principalement stratégie au tour par tour, avec la série phare Heroes of Might and Magic et ses nombreux add-ons, d'autres jeux de réflexion comme des jeux de cartes mais aussi un jeu de tir à la première personne.
Swords of Xeen a été codé en 1993 par des amateurs de la série à partir du moteur de Might and Magic V et fait suite à celui-ci. Il a été par la suite officiellement ajouté comme aventure additionnelle dans une compilation regroupant les épisodes III à V de la série (ayant pour nom Might and Magic: Trilogy, sortie uniquement sur CD-ROM PC).
The 3DO Company a acquis New World Computing et la licence Might and Magic en 1996. New World Computing a développé sous l'égide de 3DO les épisodes VI, VII, VIII et IX. En 2003, à la suite de la faillite de The 3DO Company, la société Ubisoft a racheté les droits de la franchise.
La série de jeux de rôle initiée avec Inner Sanctum a été relancée en janvier 2014 grâce à la parution d'un dixième épisode, Might and Magic X: Legacy, créé par une équipe qui souhaitait revenir aux sources de la série originelle au tour par tour.

## Série de jeux de rôle originelle
Elle comporte dix épisodes :
- Might and Magic: The Secret of the Inner Sanctum (1986 — Apple II, MS-DOS, C64, NES)
- Might and Magic II: Gates to Another World (1988 — Amiga, Apple II, MS-DOS, C64, Mega Drive, SNES)
- Might and Magic III : les Îles de Terra ((en) Isles of Terra) (1991 — Amiga, MS-DOS, Mega Drive, SNES)
- Might and Magic IV : les Nuages de Xeen ((en) Clouds of Xeen) (1992 — MS-DOS)
- Might and Magic V : la Face cachée de Xeen ((en) Darkside of Xeen) (1993 — MS-DOS)
  - Might and Magic : Monde de Xeen
- Might and Magic VI : le Mandat céleste ((en) The Mandate of Heaven) (1998 — Windows)
- Might and Magic VII : Pour le sang et l'honneur ((en) For Blood and Honor) (1999 — Windows)
- Might and Magic VIII : le Jour du destructeur ((en) Day of the Destroyer) (2000 — Windows)
- Might and Magic IX ((en) Writ Of Fate) (2002 — Windows)
- Might and Magic X: Legacy ((en) Legacy) (2014— Windows)

## Mécanismes de jeu des épisodes I à V
Darkside of Xeen est le dernier épisode de la série à présenter des graphismes en deux dimensions et des déplacements case par case. Il utilise un système tour par tour, habituel à l'époque, permettant au joueur de planifier les actions des membres de son équipe selon leur vitesse d'attaque. Les épisodes I à V partagent les mêmes mécanismes de jeu. Il existe plusieurs classes de personnages qui se complètent assez bien. Certains ne peuvent absolument pas pratiquer la magie, par exemple, tandis que d'autres sont spécialisés dans ce domaine et font de piètres combattants au corps à corps.

### Caractéristiques principales des personnages
Les caractéristiques des personnages sont multiples. Il en existe six principales, dont le niveau de départ dépend de la classe du personnage :
- la Force influe sur le montant des dégâts infligés à l'adversaire lors des combats au corps à corps. C'est la caractéristique principale des chevaliers et une caractéristique secondaire des Paladins ;
- la Vitesse détermine l'ordre dans lequel monstres et personnages agissent. C'est une caractéristique secondaire des Archers ;
- l'Intelligence détermine le nombre de points de magie maximum pour les Sorciers (caractéristique principale), Archers et Druides (caractéristique secondaire) ;
- le Charisme influe sur le nombre maximal de points de magie des Clercs (caractéristique principale), Druides et Paladins (caractéristique secondaire) ;
- la Précision détermine le montant maximal de dégâts infligé par les attaques à distance avec arcs, arbalètes, frondes, etc. C'est la caractéristique principale des Archers et la caractéristique secondaire des Ninjas ;
- la Chance est la caractéristique principale des Voleurs et influe sur leur faculté à crocheter les serrures des coffres et portes. C'est en outre la caractéristique secondaire des Ninjas.

Il est possible d'augmenter artificiellement ces caractéristiques, temporairement ou de façon définitive, par l'absorption de potions, la lecture de livres, etc.
Au nombre des autres caractéristiques importantes, dont la valeur influe directement sur les capacités du personnage, on trouve en outre :
- la Résistance : indique quelle somme de dégâts sera absorbée par le personnage, en fonction du type d'attaque qui lui est lancée : poison, froid, feu, acide, etc. La Résistance peut être augmentée par des moyens artificiels comme les potions et les livres ;

- la Classe d'Armure, pour sa part, ne s'améliore qu'en acquérant des armures de meilleure qualité au fil du jeu. Les armures peuvent s'acheter, se faire fabriquer (le modèle est alors produit aléatoirement) ou, plus simplement, se trouver sur le corps d'ennemis tombés au combat ou dans des coffres au trésor et autres éléments activables ;

- l'Âge joue également un rôle : en vieillissant, un personnage peut gagner en Intelligence, mais perdre en Force. Devient significatif à des valeurs élevées (80 ans et plus). Les personnages commencent leurs aventures à 20 ans et vieillissent naturellement au fil du jeu. Cependant, certaines attaques magiques ou la lecture de certains livres peuvent aussi faire monter artificiellement cette valeur. Il est possible de la ramener à la normale en accomplissant une quête ou un rituel précis, selon l'épisode. Un personnage trop vieux finira par mourir ;

- l'Expérience indique, en conjonction avec le Niveau, le degré d'aguerrissement d'un personnage. Plus il tue de monstres, effectue de quêtes, ouvre de coffres, etc., plus il gagne d'expérience. Les niveaux successifs sont des paliers qui permettent au personnage d'augmenter régulièrement ses caractéristiques, comme indiqué ci-dessus. Les seules limites supérieures au niveau d'un personnage sont le nombre de points d'expérience et la somme d'or disponibles dans un épisode (voir économie).

### Inventaire
L'inventaire est extrêmement simple : il se compose de cinq feuillets : un pour les armes, un pour les armures, un autre pour les accessoires de type ceinture, anneaux, pendentifs, un quatrième pour les objets magiques à charges limitées, et un dernier pour les objets de quête, dont le joueur ne peut d'ailleurs pas se séparer tant qu'ils n'ont pas trouvé leur utilité dans le jeu.
Les objets sont seulement décrits par un court texte : il appartient au joueur de deviner le type de dégâts infligés, le sort lancé, etc. Les matériaux de construction utilisés pour les armes et armures se classent selon un ordre de qualité relativement logique, mais s'il suffit de porter une armure pour comparer la classe d'armure actuelle avec la précédente, il faut faire identifier les armes par un forgeron pour connaître leurs caractéristiques complètes. L'or n'étant pas inépuisable, l'expérience en combat remplace avantageusement ce système.
Tous les objets que porte un personnage peuvent être brisés s'il subit trop de dégâts. Il faut alors payer un forgeron pour les faire réparer. En outre, tous les objets de l'inventaire d'un personnage peuvent se trouver brisés, sans distinction, si ce dernier est éradiqué. Cette condition est généralement infligée par des ennemis très puissants, qui ont une probabilité, à chaque coup qui devrait simplement tuer un personnage, de l'éradiquer et donc de briser toutes ses possessions. Les objets de quête ne sont cependant pas concernés.

### Magie
La magie est scindée en deux grandes écoles : les sorts de sorcier et les sorts de clerc. Globalement, les sorts de sorcier sont principalement offensifs et ceux de clerc visent à protéger et soigner le groupe. Le lancement de sorts se fait par la simple pression d'une touche de raccourci après l'avoir sélectionné dans une liste. Certains sorts consomment des gemmes, aussi faut-il veiller à toujours en avoir une provision suffisante.
En outre, chaque sort consomme des points de magie. Le personnage les récupère en dormant.
Certains objets sont magiques : les armes infligent des dégâts de nature variée (poison, feu, glace, etc.) et d'autres ont un nombre de charges limité. Ces derniers objets peuvent lancer tous les types de sorts que les personnages peuvent apprendre. Comme les autres objets, ils s'achètent ou se trouvent sur les cadavres des ennemis ou dans des conteneurs.

### Économie
Tous les services que l'on peut trouver en ville sont payants, à de très rares exceptions près. Au nombre des commerces, on trouve notamment :
- les Temples, permettant de guérir toutes les conditions infligées à un personnage, même la mort. En outre, en effectuant une donation supplémentaire, on obtient une bénédiction qui dure toute la journée. Le nombre de donations nécessaires augmente à chaque fois que l'on utilise ce service ;

- les Armureries permettent de faire réparer, vendre et acheter de l'équipement. On trouve armes, armures, accessoires et objets magiques. Le stock se renouvelle régulièrement et plus la ville est difficile à atteindre, plus l'équipement proposé sera puissant.

- les Terrains d'entraînement permettent de faire passer les personnages au niveau supérieur quand cela est possible, c'est-à-dire quand le niveau d'expérience requis est atteint. Le prix augmente à chaque niveau, pour atteindre des sommes astronomiques vers la fin du jeu.

## Produits dérivés
Les Deux Royaumes, maison d'édition d'Ubisoft, a sorti Might and Magic Heroes - Tome 1 : Sœurs de Sang, le 16 novembre 2012.